# Sexyy Red
Sexyy Red, pseudonimo di Janae Nierah Wherry (Saint Louis, 15 aprile 1998), è una rapper statunitense.

## Biografia
Cresciuta a Saint Louis, Sexyy Red ha esordito sulla scena musicale nel 2021 col mixtape Ghetto Superstar. Circa due anni più tardi viene pubblicato il secondo progetto, intitolato Hood Hottest Princess; il mixtape, che ha raggiunto la 62ª posizione della Billboard 200, è stato promosso da cinque estratti, fra cui una versione alternativa di Pound Town, in collaborazione con Nicki Minaj. Sempre nello stesso anno ha collaborato con Drake, incidendo la hit Rich Baby Daddy, traccia tratta da For All the Dogs.
Nel maggio 2024 viene pubblicato il suo terzo mixtape, dal titolo In Sexyy We Trust, con cui ottiene il suo miglior posizionamento nella classifica dischi statunitense (17º posto); è stato anticipato da Get It Sexyy, prima top 20 da solista della rapper. È stata candidata per cinque premi agli annuali BET Awards, nonché per l'iHeartRadio Music Award al miglior nuovo artista hip hop del 2024 e due MTV Video Music Awards. Ha vinto il suo primo BET Hip Hop Award come miglior nuovo artista hip hop nell'ottobre 2024.
Fat Juicy & Wet, un duetto con Bruno Mars, è stato presentato nel gennaio 2025.

## Discografia

### Mixtape
- 2021 – Ghetto Superstar
- 2023 – Hood Hottest Princess
- 2024 – In Sexyy We Trust

### Singoli
- 2019 – Northside
- 2019 – Free Smoke
- 2019 – Don't Trust 'Em
- 2019 – Young Hot Nigga
- 2021 – Slob on My Ckat
- 2021 – Ghetto Freestyle
- 2021 – Throw That MF
- 2021 – Hood B*tch
- 2021 – My Bitches
- 2022 – I Love My Nickel
- 2022 – Throwin' It
- 2022 – Don't Get Beat
- 2022 – My Twin
- 2022 – Born by the River (con Sukihana)
- 2022 – All White Air Forces
- 2022 – FYM
- 2022 – Tired (feat. Rob49)
- 2023 – Push Start
- 2023 – Female Gucci Mane
- 2023 – Check (con Gloss Up)
- 2023 – Pound Town (con Tay Keith e/o Nicki Minaj)
- 2023 – SkeeYee
- 2023 – Face Down (con MCVertt e ASAP Ferg)
- 2023 – Hood Rats (con Sukihana)
- 2023 – I Love Freaks (con Lijay)
- 2023 – Hellcats SRTs 2 (con Lil Durk)
- 2023 – Big Dawg (con Moneybagg Yo)
- 2023 – No Panties
- 2023 – Shake Yo Dreads
- 2023 – Free My N***a
- 2023 – Bow Bow Bow (F My Baby Mama) (con Chief Keef)
- 2024 – Get It Sexyy
- 2024 – U Know What to Do (UKWTD)
- 2024 – Whatchu Kno About Me (con GloRilla)
- 2024 – You Don't Love Me (con Gucci Mane)
- 2024 – Embrace It (Remix) (con Ndotz e Flo Milli feat. RJ Pasin)
- 2025 – Fat Juicy & Wet (con Bruno Mars)
- 2025 – YN (con PlaqueBoyMax, BabyChiefDoit, Lazer Dim 700 e Baby Kia)
- 2025 – Hoochie Coochie
- 2025 – Actin Up with Sexyy Red (con Tommy Richman)
- 2025 – 304 (con E.K.E.)
- 2025 – Me n OG Snoop (con Snoop Dogg)
- 2025 – Whim Whamiee (con Pluuto)
- 2025 – OMG! (con Tiësto)

### Collaborazioni
- 2023 – Rich Baby Daddy (Drake feat. Sexyy Red & SZA)
- 2024 – Sticky (Tyler, the Creator feat. GloRilla, Sexyy Red & Lil Wayne)
- 2025 – Guilt Trippin (Central Cee feat. Sexyy Red)

## Tournée
- 2023 – Hood Hottest Princess Tour
- 2024 – Sexyy Red 4 President Tour

## Riconoscimenti
- American Music Awards
  - 2025 – Candidatura all'Artista hip hop femminile preferita[15]
  - 2025 – Candidatura alla Canzone hip hop preferita per Whatchu Kno About Me[15]

- BET Awards
  - 2024 – Candidatura alla Miglior collaborazione per Rich Baby Daddy[10]
  - 2024 – Candidatura alla Miglior artista hip hop femminile[10]
  - 2024 – Candidatura alla Miglior nuovo artista[10]
  - 2024 – Candidatura al Video dell'anno per Rich Baby Daddy[10]
  - 2024 – Candidatura al Viewers' Choice Award per Rich Baby Daddy[10]
  - 2025 – Candidatura alla Miglior artista hip hop femminile[16]
  - 2025 – Candidatura alla Miglior collaborazione per Sticky[16]

- BET Hip Hop Awards
  - 2023 – Candidatura al Miglior nuovo artista hip hop[17]
  - 2024 – Candidatura alla Canzone dell'anno per Get It Sexyy[13]
  - 2024 – Candidatura all'Album dell'anno per In Sexyy We Trust[13]
  - 2024 – Miglior nuovo artista hip hop[13]

- iHeartRadio Music Awards
  - 2024 – Candidatura al Miglior nuovo artista hip hop[11]
  - 2025 – Candidatura alla Canzone hip hop dell'anno per Rich Baby Daddy[18]

- MOBO Awards
  - 2023 – Candidatura al Miglior artista statunitense[19]

- MTV Video Music Awards
  - 2024 – Candidatura alla Miglior collaborazione per Rich Baby Daddy[12]
  - 2024 – Candidatura alla Miglior video hip hop per Rich Baby Daddy[12]